# Humpty Dumpty

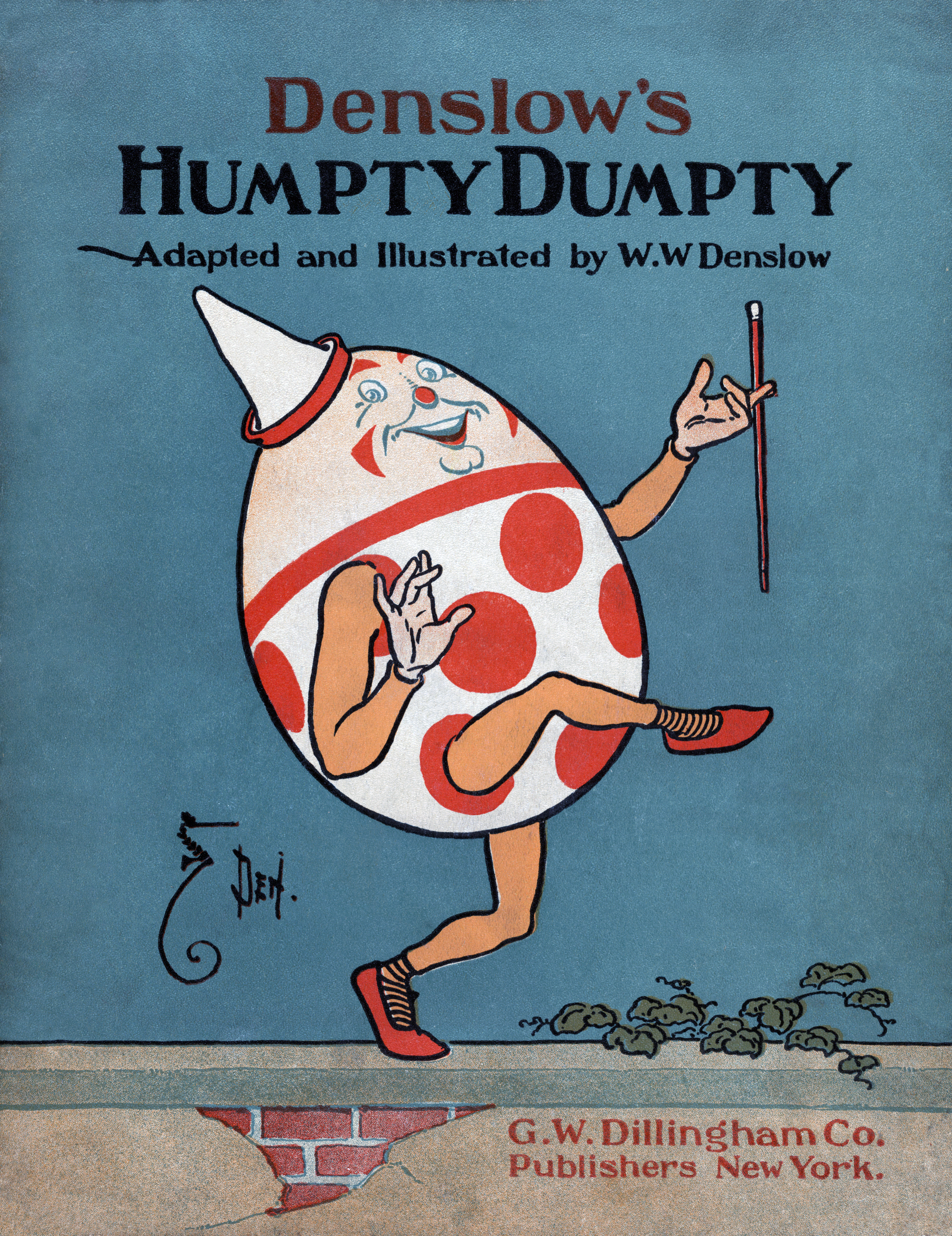
Ilustracja Humpty Dumpty z 1904 (autor: William Wallace Denslow)

Humpty Dumpty (najczęstsze tłum. Wańka wstańka, także: klocuszek, osoba przy kości, delikatny i łatwo tłukący się przedmiot) – postać występująca w angielskim wierszu (czasem śpiewanym) pod postacią jajka poddanego personifikacji. Większość anglojęzycznych dzieci dobrze zna rymowankę:

Humpty Dumpty sat on a wall.
Humpty Dumpty had a great fall.
All the king’s horses and all the king’s men
Couldn’t put Humpty together again.

Humpty Dumpty na murze siadł.
Humpty Dumpty z wysoka spadł.
I wszyscy konni i wszyscy dworzanie
Złożyć do kupy nie byli go w stanie.

Fakt, że Humpty Dumpty jest jajkiem, nie jest właściwie podany w wierszyku. W pierwszej pisanej wersji z 1810 jest to zagadka, która dla zmylenia wykorzystuje fakt, że w XVIII-wiecznej Anglii humpty-dumpty było slangowym określeniem niskiego, grubego mężczyzny; wcześniej Humpty-Dumpty było nazwą drinka: brandy gotowanej z ale. Wierszyk przestał być zagadką, kiedy odpowiedź stała się powszechnie znana. Podobne zagadki zostały zarejestrowane przez badaczy folkloru także w innych językach, np. francuskie Boule Boule czy norweskie Lille Trille.

## Nawiązania kulturowe

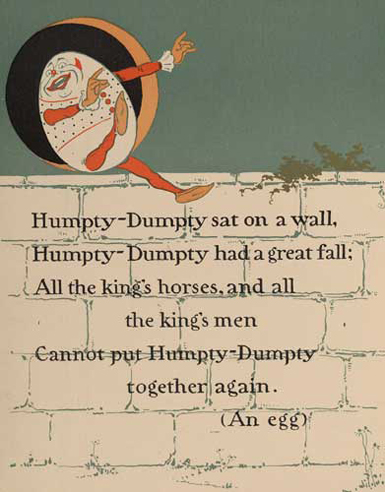
Humpty Dumpty pokazany jako zagadka z odpowiedzią w książce Mother Goose z 1902. Ilustracja Williama Wallace’a Denslowa

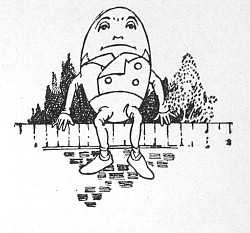
Humpty Dumpty przed upadkiem – ilustracja z książki The Book of Knowledge z 1911

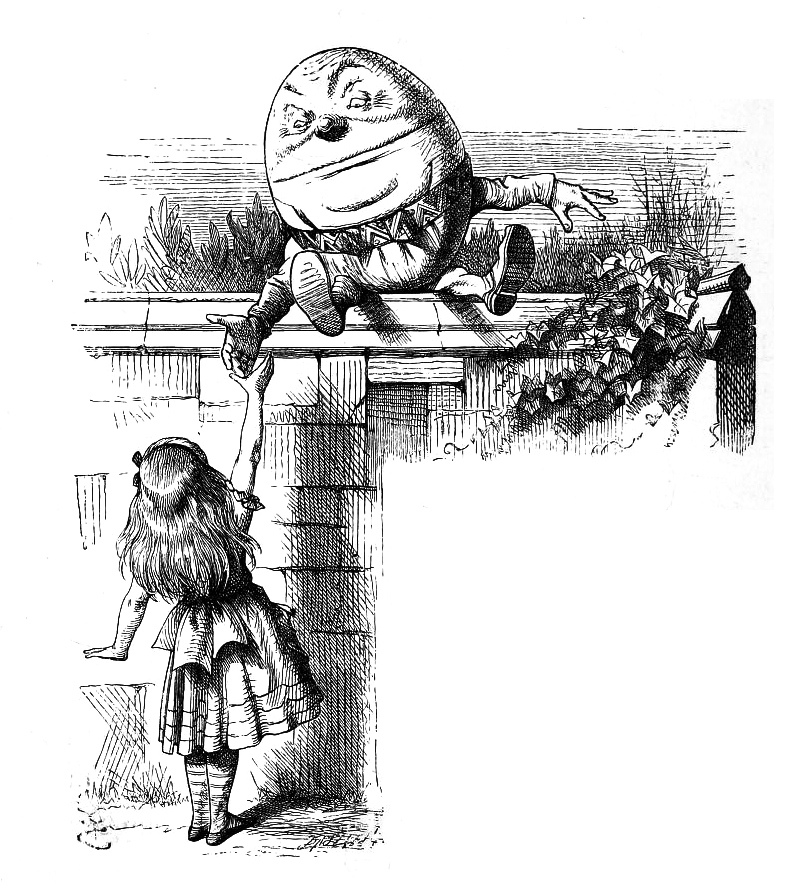
Humpty Dumpty i Alicja w Alicji po drugiej stronie lustra. Ilustracja Johna Tenniela, 1871.

Postać ta wystąpiła w utworze Po drugiej stronie lustra autorstwa Lewisa Carrolla, gdzie dyskutowała z Alicją o semantyce i pragmatyce, wyjaśniając m.in. (czasem mylnie) niektóre trudne słowa z Jabberwocky.
W zbiorku opowiadań L. Franka Bauma pt. Mother Goose in Prose rymująca się zagadka została ułożona przez córkę króla, która była świadkiem śmierci Humpty’ego i wysiłków żołnierzy mających na celu uratowanie go.
Humpty występuje także w grze American McGee’s Alice, gdzie na wpół rozbity pali cygaro. Jego rolą w grze jest wskazanie Alicji położenia garłacza.
W utrzymanym w stylu chandlerowskiej prozy detektywistycznej opowiadaniu Neila Gaimana z roku 1984 pt. Sprawa dwudziestu czterech kosów (pierwotnie opublikowanym w magazynie „Knave” i zawartym również w zbiorku M jak magia) Humpty Dumpty pada ofiarą morderstwa, a śledztwo w jego sprawie prowadzi Tomcio Paluch. Licznie pojawiają się również w opowiadaniu postacie z innych popularnych wierszyków dla dzieci i baśni.
Humpty Dumpty pojawia się w powieści Jamesa Joyce’a Finnegans Wake jako symbol upadku.
Nagrodzona w 1947 Nagrodą Pulitzera powieść Roberta Penna Warrena nosi tytuł All the King’s Men (w polskim przekładzie – Gubernator).
W 1974 Carl Bernstein i Bob Woodward wydali książkę All the President’s Men (Wszyscy ludzie prezydenta), opisującą aferę Watergate. W 1976 na podstawie książki powstał film pod tym samym tytułem, w reżyserii Alana J. Pakuli.
Jasper Fforde uczynił Humpty’ego Dumpty’ego jednym z bohaterów swoich dwóch powieści. W pierwszej, zatytułowanej Studnia zagubionych wątków (trzeciej z serii o Thursday Next) Humpty Dumpty jest przywódcą grupy niezadowolonych ze swej sytuacji i w związku z tym grożących strajkiem postaci z wierszyków dla dzieci. W drugiej powieści, The Big Over Easy, Humpty znowu jest ofiarą morderstwa, a śledztwo prowadzi dwójka detektywów: inspektor Jack Spratt i jego partnerka, sierżant Mary Mary.
Szkocka grupa Travis nagrała piosenkę „The Humpty Dumpty Love Song”. Jej początek brzmi: All of the king’s horses and all of the king’s men couldn’t put my heart back together again. Piosenka ta znajduje się na trzecim albumie studyjnym grupy, zatytułowanym The Invisible Band (2001). W teledysku do innej piosenki zespołu pt. „Coming Around” piosenkarz Fran Healy znajduje się w jajku i pod koniec spada ze ściany.
Innym utworem nawiązującym do wiersza jest piosenka Arethy Franklin pt. „All The King’s Horses” z 1972 roku. Jej początek brzmi: All the king’s horses / and all the king’s man / couldn’t put our two hearts / together again. Cover tej piosenki wykonuje Joss Stone na płycie The Soul Sessions z 2003 roku.

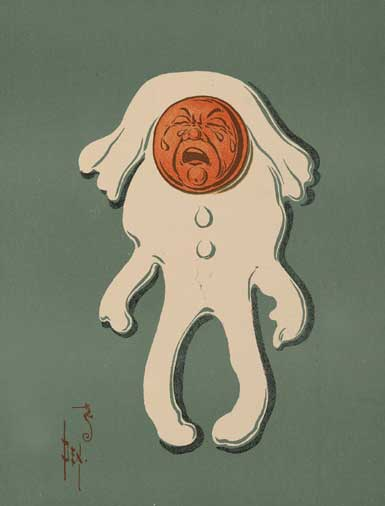
Denslow pokazuje rezultat upadku

Tori Amos napisała piosenkę „Humpty Dumpty”, która wykorzystuje słowa rymowanki.
Zespół Genesis na płycie A Trick of the Tail z 1976 roku zamieścił utwór Squonk, który opowiada o mitycznym stworzeniu, które ciągle płacze. W tekscie pojawia się fraza: All the King’s horses and all the king’s men could never put a smile on that face.
Grupa Counting Crows ma w swoim repertuarze piosenkę „Einstein on the Beach (For An Eggman)” w której chórek nawiązuje do Humpty’ego Dumpty’ego: And all the king’s men reappear / For an eggman, on and off the wall / Who’ll never be together again...
Doktor Robotnik, główny złoczyńca serii gier komputerowych i wideo Sonic the Hedgehog, otrzymał przydomek Doktor Eggman, co jest nawiązaniem do Humpty’ego Dumpty’ego. Choć z początku pseudonim ten ukazywany był raczej jako przezwisko niż oficjalna nazwa, w nowszych grach doktor sam się do siebie tak odnosi.
Słowa rymowanki zostały wykorzystane w tekście Primusa „Pudding Time”.
Humpty Dumpty pojawił się w filmie animowanym wytwórni Dreamworks pod tytułem Kot w butach (Puss In Boots) z roku 2011.
Napisana w 1960 roku realistyczna powieść Philipa K. Dicka nosi tytuł Humpty Dumpty w Oakland. Nawiązuje on do stopniowego upadku głównego bohatera, sprzedawcy używanych samochodów, Ala Millera. Odrzucenie panujących zasad oraz konwenansów, postrzegane jako wędrówka na moralne dno to główny temat książki.